# Sankt Peter-Ording
Sankt Peter-Ording é um município da Alemanha, localizado no distrito de Nordfriesland, estado de Schleswig-Holstein.